# Donnie
Donald Ellerström of naar eigen zeggen Donald Scloszkie (Amsterdam, 5 augustus 1994), bekend onder de artiestennaam (Mara)donnie, is een Nederlandse rapper.

## Biografie
Donnie heeft een Zweedse vader en Nederlandse moeder. Via Vjèze Fur van De Jeugd van Tegenwoordig (DJVT) kwam hij bij het platenlabel Magnetron Music. Zijn eerste uitgave onder de naam Donnie was de mixtape Leipie van het plein, die in 2014 verscheen. Daarvoor had hij al eerder samengewerkt met onder anderen Lange Frans onder de artiestennaam Young Kermit. In 2015 bracht Donnie samen met Vieze Fur Koud als ik je zoen uit als soundtrack van de film Prins, geregisseerd door Sam de Jong, waarin hij ook een kleine rol speelde als "Rudy". Later dat jaar verscheen Donnies eerste album, Mannelogie, dat volledig geproduceerd werd door DJVT-producer Bas Bron.
In 2016 bracht Donnie Mentaal uit, een eerbetoon aan de darter Raymond van Barneveld, van wie daarvoor een flinke reeks memes werd gepubliceerd op het Instagram-account van Donnie. Die track kwam later terug op de tweede mixtape genaamd Loei ordinair, met gastbijdragen van onder anderen SBMG en De Jeugd van Tegenwoordig. Later in hetzelfde jaar verscheen een ep van zes tracks genaamd Kwart voor monnie, met op de titeltrack ook nog Willie Wartaal. In augustus 2016 stond hij op Lowlands en begin 2017 op Eurosonic Noorderslag. Donnie bracht in februari 2018 de single Jaap Eden uit. In maart 2019 bracht Donnie de single Barry Hayze uit.
In 2020 deed Donnie mee aan het televisieprogramma The Big Escape. Hij viel als 5e af.
In 2021 scoorde Donnie in de Nederlandse hitlijsten met nummers waarin hij nederhop combineerde met het levenslied. Dit was onder meer met Frans Duijts op het lied Frans Duits, met Gerard Joling op Dit is de tijd en met René Froger op Bon gepakt. In hetzelfde jaar deed Donnie mee aan het televisieprogramma Het perfecte plaatje op RTL 4. Hij viel als eerste af. 
In 2022 ging Donnie verder met waar hij het jaar ervoor mee bezig was, samenwerkingen aangaan met Nederlandse volkszangers en andere artiesten die betrokken zijn met het levenslied. Dit was onder andere met Mart Hoogkamer op Bieber van de kroeg en met Kris Kross Amsterdam en Tino Martin op Vanavond (Uit m'n bol), een bewerking van Uit m'n bol van André Hazes. Daarnaast was hij te gast in het televisieprogramma Eus' Boekenclub, waarin hij samen met Dione de Graaff het boek Een film met Sophia van Herman Koch besprak. Ook was Donnie dat jaar te zien als drag in het televisieprogramma Make Up Your Mind. In datzelfde jaar was Donnie ook te zien als gastpanellid in het televisieprogramma I Can See Your Voice. In november 2022 was Donnie gastartiest tijdens de concerten van De Toppers in de Johan Cruijff ArenA.
In 2023 kwam Donnie met het album De kibbelingsound. De titel van het album verwijst naar de naam die Donnie heeft gegeven aan het genre waarin hij nederhop en het levenslied combineert. Een grote hit van dit album was Schultenbräu, dat bij radiozender Qmusic werd uitgeroepen tot Foute Anthem van 2023. In hetzelfde jaar werd bekendgemaakt dat Donnie mee had geschreven aan Europapa, het lied voor de Nederlandse inzending voor het Eurovisiesongfestival 2024 van Joost Klein. Ook deed Donnie samen met Mart Hoogkamer in 2023 mee aan het televisieprogramma Het Jachtseizoen. In november 2024 deed Donnie mee als de wortel in het televisieprogramma The Masked Singer.

## Televisie
- 2020: The Big Escape (AVROTROS) - deelnemer
- 2021-2024: Secret Duets (RTL 4) - panellid
- 2021: Het perfecte plaatje (RTL 4) - deelnemer
- 2022: Make Up Your Mind (RTL 4) - deelnemer
- 2022: Onmogelijke duetten (SBS6) - deelnemer
- 2022: I Can See Your Voice (RTL 4) - gastpanellid
- 2023: De Nix-factor (SBS6) - presentator
- 2023: The Talent Scouts (SBS6) - talent scout
- 2023: Oh, wat een jaar! (RTL 4) - deelnemer
- 2023: Ranking the Talent (SBS6) - gastjurylid
- 2024: Code van Coppens: De wraak van de Belgen (SBS6) - deelnemer
- 2024: 30 Seconds (SBS6) - deelnemer
- 2024: Boerderij van Dorst (BNNVARA) - gast
- 2024: Pokerface (BNNVARA) - deelnemer
- 2024: The Masked Singer (RTL 4) - deelnemer
- 2025: Voor het blok (AVROTROS) - deelnemer
- 2025: The Floor VIPS (RTL 4) - deelnemer[10]
- 2025: Het Holland Huis (SBS6) - gastartiest
- 2025: Hart tegen hart (SBS6) - deelnemer

## Privé
Op 2 februari 2020 werd Donnie voor het eerst vader van een zoontje. Op 24 augustus 2022 werd hij opnieuw vader van een zoontje.